# Saint-Séverin-sur-Boutonne
Saint-Séverin-sur-Boutonne é uma comuna francesa na região administrativa da Nova Aquitânia, no departamento de Charente-Maritime. Estende-se por uma área de 7,78 km². Em 2010 a comuna tinha 103 habitantes (densidade: 13,2 hab./km²).